# リスペクト (イギリスの政党)
リスペクト（英語: RESPECT）はイギリスの左翼政党である。党名は Respect（リスペクト）、Equality（平等）、Socialism（社会主義）、Peace（平和）、Environmentalism（環境主義）、Community（共同体）、そして Trade Unionism（労働組合主義）の頭文字を取ったものである。
主なメンバーには強硬な左派として反戦主義を掲げ、労働党を追い出されたジョージ・ギャロウェイ前下院議員がいる（2010年イギリス総選挙では落選したが、2012年の補欠選挙で返り咲きを果たす）。ほかにムスリムの組織、新左翼の組織を糾合しており、いくつかの州議会にも議席を有している。 
2015年の総選挙でジョージ･ギャロウェイが落選したため庶民院での議席がなくなった。